# 上格爾山
47°35′39″N 13°4′1″E / 47.59417°N 13.06694°E

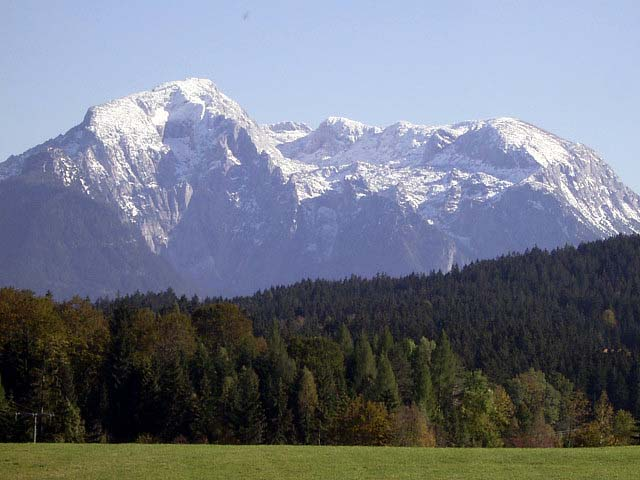

上格爾山（德語：Hoher Göll），是中歐的山峰，位於奧地利和德國接壤的邊境，屬於貝希特斯加登阿爾卑斯山脈的一部分，海拔高度2,522米，人類在1800年9月4日首次登頂。